# Йоахім I Нестор (курфюрст Бранденбургу)
Йоахім I Нестор (нім. Joachim I Nestor, 21 лютого 1484  — 11 липня 1535) — курфюрст Бранденбургу у 1499—1535 роках.

## Життєпис

### Молоді роки
Походив з династії Гогенцоллернів. Старший син Йогана Цицерона, курфюрст Бранденбургу, та Маргарити (доньки Людвіга II Веттіна, ландграфа Тюрингії). Народився у 1484 році в Келльні (частина сучасного Берліна). У 1490—1498 роках здобув гарну освіту в Ансбаху під орудою Дитриха фон Бюлова, єпископа Лебуса та канцлера Франкфуртського університету.

### Курфюрст
У 1499 році після смерті батька стає новим курфюрстом Бранденбургу. З самого початку Йоахім I Нестор став суворо переслідувати лицарів-розбійників, встановивши лад на шляхах держави. Також опікувався розвитком торгівлі та підтримував міста. Разом з тим з бранденбурзькою шляхтою Йоахім I був у постійних чварах. При цьому розпочав гоніння на жидів. У 1503 році наказав вигнати їх з марки.
У 1506 році заснував університет Віадріна у Франкфурті-на-Одері. Його головою став Георг фон Блюменталя, єпископа Лебуша. Придворним математиком і астрономом Йоахіма деякий час був відомий учений Йоганн Каріон. У 1510 році з ініціативи Йоахіма Нестора Вищий суд Берліна засудив 30 жидів до спалення на кострі. Після цього відбулися погроми жидів, які повністю залишили Бранденбург.
У 1513 році домігся обрання свого брата Альбрехта єпископом. У 1514 році сприяв останньому стати архієпископом Майнца (до того ж примасом Німеччини і курфюрстом). Втім на це пішли дуже великі статки, що довелося стати боржником банкірів Фуггерів. Для сплати боргів Альбрехт отримав право від Папського престолу на продаж індульгенцій. В цьому брата підтримав курфюрст Бранденбурга, що дозволив їх продавати на своїх землях.
У 1516 році заснував камеральний суд в Берліні. Видав збірки з сімейного і спадкового права («Constitutio Joachimica»).
У 1519 році брав участь у рейхстазі, де проходили вибори нового імператора після смерті Максиміліана I Габсбурга. Йоахім Нестор сам сподівався посісти трон. Втім зрозумівши, що не має підтримки серед курфюрстів, віддав свій голос за Карла I, короля Іспанії. У зовнішній політиці Йоахім відрізнявся непостійністю: йому не вдалося ні здобути довіри імператора, ні збільшити власні володіння.
З початком проповідей Мартина Лютера виступив їх противником. Йоахім I закликав імператора вжити суворих заходів проти прихильників Лютера. У 1525 році зустрічався з католицькими князями в Дессау. Втім його дружина перейшла на лютеранство. У 1526 році вона була втекти змушена від курфюрства Бранденбурзького до міста Віттенберг в курфюстві Саксонія.
У 1533 році в Галле став одним із засновником ліги, спрямованої проти німецьких князів-лютеран. Помер у 1535 році в Штендалі. Йому спадкував син Йоахім Гектор (окрім Ноймарки).

## Родина
Дружина — Єлизавета, донька Югана I, короля Данії, Норвегії та Швеції
Діти:
- Йоахім Гектор (1505—1571), курфюрст Бранденбургу у 1535—1571 роках
- Йоган (1513—1571), маркграф Бранденбург-Кюстрін
- Анна (1507—1567), дружина Альбрехта VII, герцога Мекленбург-Гюстов
- Єлизавета (1510—1558)
- Маргарита (1511—1577), дружина: 1) Геогра I, герцога Померанії; 2) Йогана IV, князя Ангальт-Цербстського